# 多爾根湖 (濱湖多爾根)

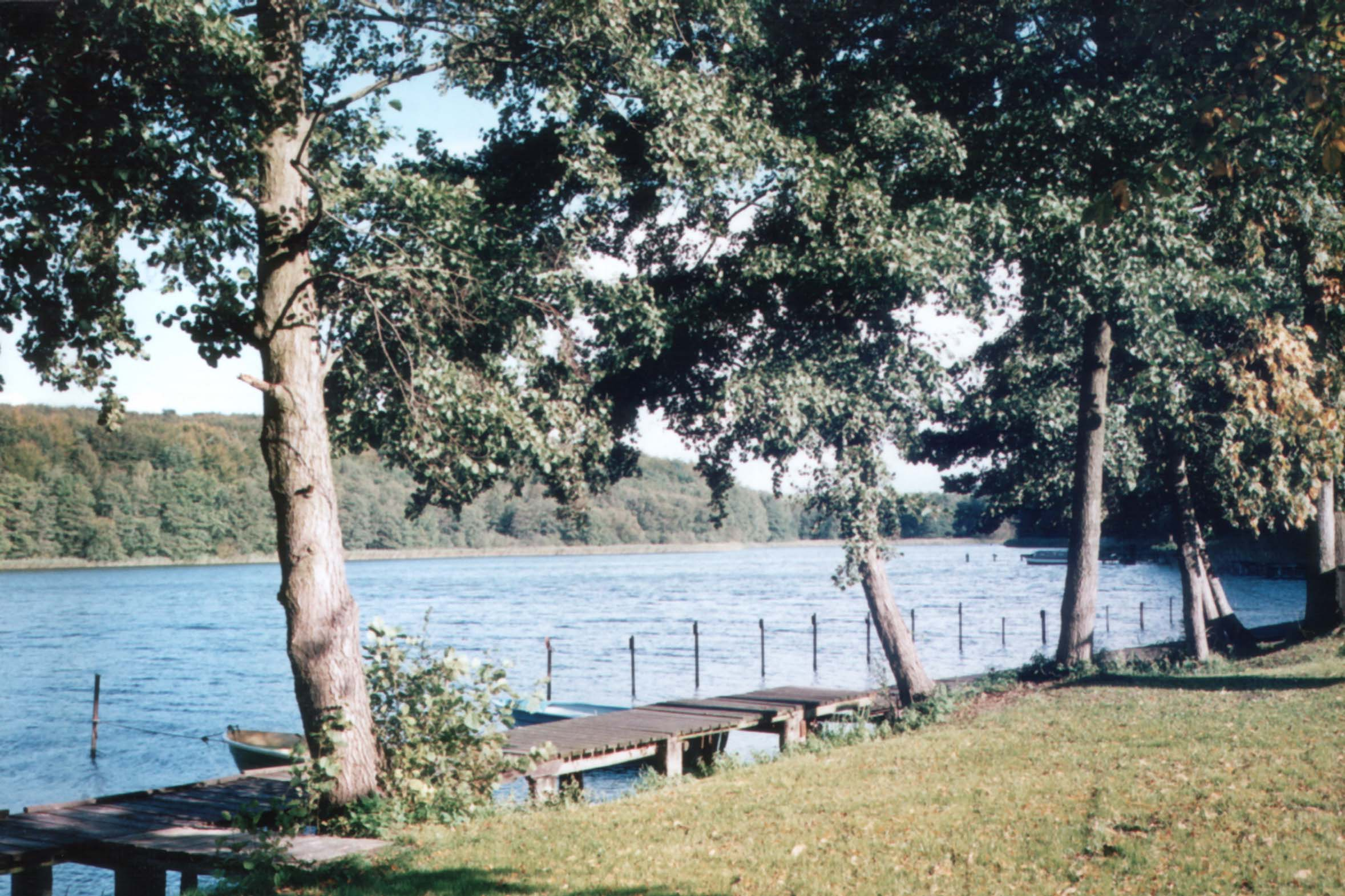

53°57′0.45″N 12°14′46.76″E / 53.9501250°N 12.2463222°E
多爾根湖（德語：Dolgener See），是德國的湖泊，位於該國東北部，由梅克倫堡-前波美拉尼亞州負責管轄，處於羅斯托克縣，長3公里、寬1.3公里，面積0.78平方公里，海拔高度32米，平均水深5米，最大水深11米。